# Un uomo in crisi/La guerra è finita
Un uomo in crisi/La guerra è finita è il secondo 45 giri del cantautore Claudio Lolli inciso il 30 maggio 1973.

## Tracce
- Lato A

1. Un uomo in crisi – 2:00

- Lato B

1. La guerra è finita – 5:40